# Elezioni parlamentari in Slovenia del 2011
Le elezioni parlamentari in Slovenia del 2011  si tennero il 4 dicembre per il rinnovo dell'Assemblea nazionale. In seguito all'esito elettorale, Janez Janša, espressione del Partito Democratico Sloveno, divenne Presidente del Governo, nell'ambito di una coalizione con altri quattro partiti; nel 2013 fu sostituito da Alenka Bratušek, esponente di Slovenia Positiva e poi fondatrice di una nuova formazione politica, Alleanza di Alenka Bratušek.
Le consultazioni ebbero luogo in anticipo rispetto alla scadenza naturale della precedente legislatura, fissata per il 2012; furono così le prime elezioni anticipate della storia della Slovenia democratica.

## Risultati
| Slovenia Positiva                                  | 314 273   | 28,51 | 28 |  |  |  |
| Partito Democratico Sloveno                        | 288 719   | 26,19 | 26 |  |  |  |
| Socialdemocratici                                  | 115 952   | 10,52 | 10 |  |  |  |
| Lista Civica Virant                                | 92 282    | 8,37  | 8  |  |  |  |
| Partito Democratico dei Pensionati della Slovenia  | 76 853    | 6,97  | 6  |  |  |  |
| Partito Popolare Sloveno                           | 75 311    | 6,83  | 6  |  |  |  |
| Nuova Slovenia - Partito Popolare Cristiano        | 53 758    | 4,88  | 4  |  |  |  |
| Partito Nazionale Sloveno                          | 19 786    | 1,80  | –  |  |  |  |
| Democrazia Liberale di Slovenia                    | 16 268    | 1,48  | –  |  |  |  |
| Partito per lo Sviluppo Sostenibile della Slovenia | 13 477    | 1,22  | –  |  |  |  |
| Partito della Gioventù - Verdi Europei             | 9 532     | 0,86  | –  |  |  |  |
| Zares                                              | 7 218     | 0,65  | –  |  |  |  |
| Partito Democratico del Lavoro                     | 7 118     | 0,65  | –  |  |  |  |
| Verdi di Slovenia                                  | 4 000     | 0,36  | –  |  |  |  |
| Altri                                              | 7 709     | 0,70  | –  |  |  |  |
| Comunità italiana e ungherese                      | –         | –     | 2  |  |  |  |
| Totale                                             | 1 102 256 | 100   | 90 |  |  |  |
|                                                    |           |       |    |  |  |  |
| Voti non validi                                    | 19 219    | 1,71  |    |  |  |  |
| Votanti                                            | 1 121 475 |       |    |  |  |  |